# Fågelsjö
För andra betydelser, se Fågelsjö (olika betydelser).

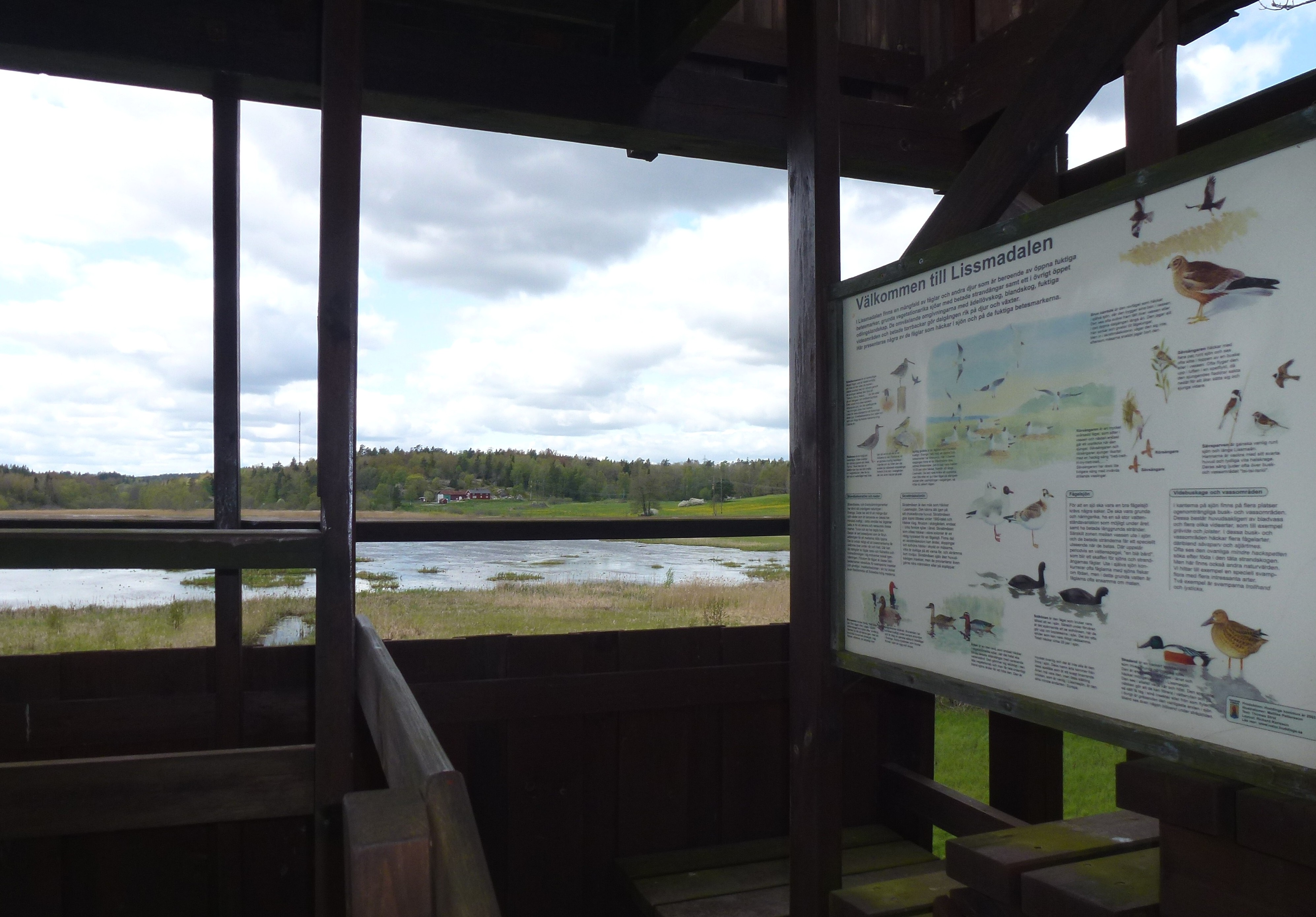
Vy från fågeltornet vid Lissmasjön på Södertörn.

En fågelsjö är en sjö eller våtmark där många fåglar häckar och rastar.
En typisk fågelsjö är grund, eller har grunda stränder och vikar. Ofta förekommer det mycket vass eller annan vegetation i eller runt sjön, med undantag för om det är en sodasjö. För att ge fågelskådare möjlighet att observera fågellivet i och vid en fågelsjö finns ofta speciella observationstorn, fågeltorn, uppsatta. Till skydd för fågellivet inrättas i regel ett fågelskyddsområde.
Bland de fågelarter som föredrar grunda sjöar som häcknings- och rastplatser finns till exempel många vadarfåglar, tran- och rallfåglar och andfåglar. I de grunda sjöarna kan de gå runt i vattnet och leta efter lämplig föda, eller simma omkring och beta av vegetationen under vattnet. Ansamlingar av häckande eller rastande fåglar kan i sin tur ofta dra till sig många rovfåglar.

## Exempel på fågelsjöar

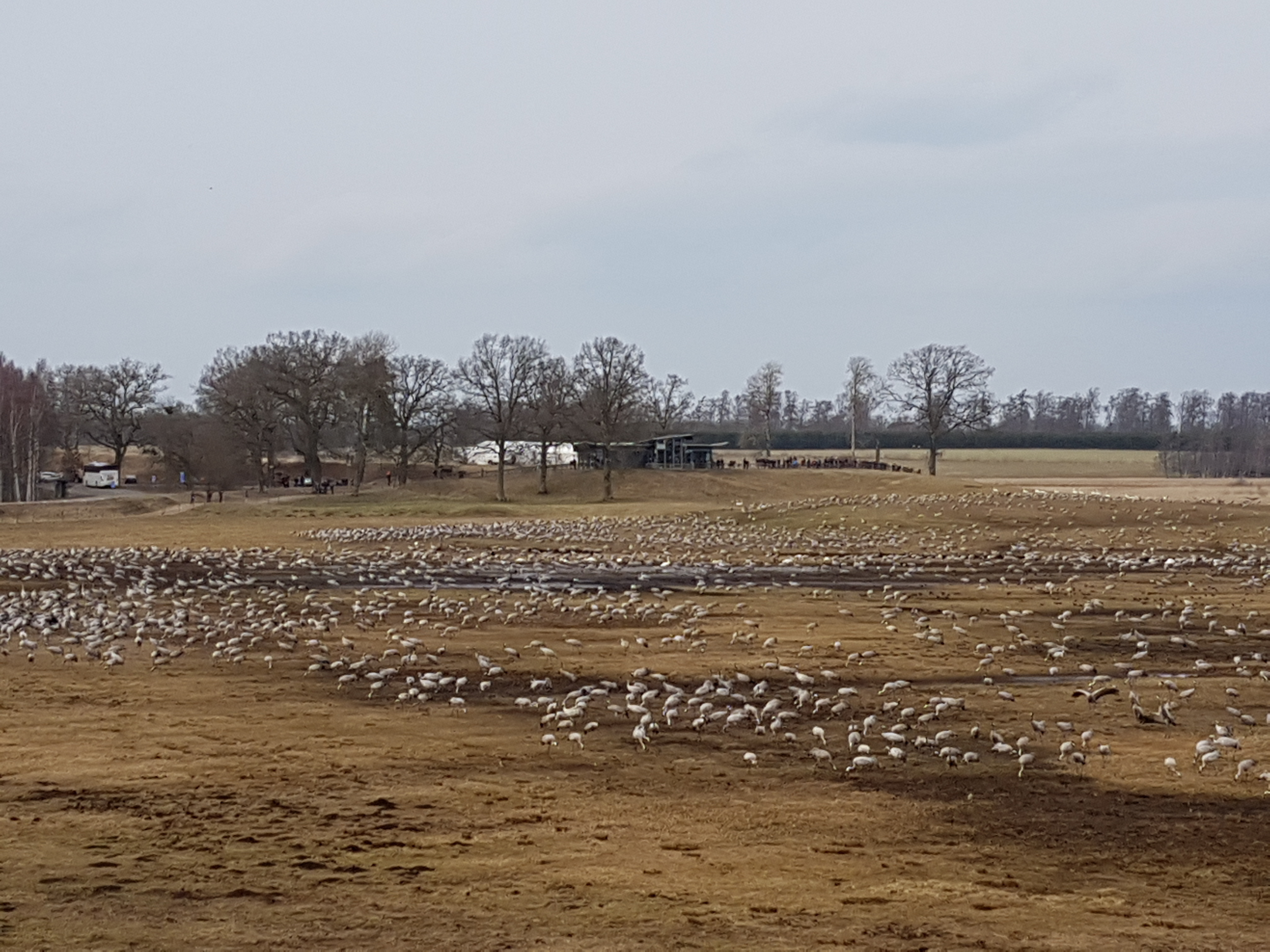
Tranor vid Hornborgasjön.

Några exempel på fågelsjöar, i alfabetisk ordning:
- Chilkasjön - sjö/lagun i Indien, övervintringsplats för flyttfåglar.
- Hornborgasjön - sjö i Sverige, rastplats för tranor.
- Nakurusjön - sodasjö i Kenya, mindre flamingo.
- Poyangsjön - sjö i Kina, rastplats och övervintringsplats för flyttfåglar, snötrana.
- Shkodrasjön - Balkanhalvöns största sjö, rikt fågelliv.
- Titicacasjön - sjö i Sydamerika, viktig livsmiljö för våtmarksfåglar.
- Tysslingen - sjö i Sverige, rastplats för sångsvanar.
- Tåkern -  sjö i Sverige, rikt fågelliv.